# Sorbus legrei
Sorbus legrei är en rosväxtart som beskrevs av Cornier. Sorbus legrei ingår i släktet oxlar, och familjen rosväxter. Inga underarter finns listade i Catalogue of Life.